# U-Bahn Istanbul

SPNV-Netz und SPNV-Projekte

In der türkischen Metropole Istanbul gibt es mehrere Untergrundbahn-Systeme: 
- eine unterirdische Standseilbahn zwischen Karaköy und Tünel-Platz, die 1875 eröffnet wurde; → Tünel
- eine unterirdische Standseilbahn zwischen Kabataş und Taksim-Platz, die 2006 eröffnet wurde; → Füniküler Kabataş–Taksim
- ein U-Bahn-System, das seit 2012 stark ausgebaut wird und derzeit die Linien M1A, M1B, M2, M3, M6 und M7 (europäische Seite) sowie M4 und M5 (asiatische Seite) umfasst; → Metro Istanbul
- ein Stadtbahnsystem, das vor allem unter dem Namen Hafif Metro bekannt ist; → T4

Daneben bestehen ein transkontinentales – durch den Bosporustunnel verbundenes – S-Bahn-System (Marmaray) und mehrere Straßenbahnlinien.